# 도라베이스 도라에몽 초야구외전
도라베이스 도라에몽 초야구외전(일본어: ドラベース ドラえもん超野球外伝 도라베스 도라에몽 스파 베스보루 가이덴[*])은 2000년 9월호부터 2011년 10월호까지 『월간 코로코로 코믹』에 연재 된, 『도라에몽』의 세계를 무대로 한 야구 만화이다. 저자는 무기와라 신타로. 속편 『신 도라베이스』도 있다.

## 개요
22세기에서 도라에몽과 동급인 고양이형 로봇들이 인간과 로봇의 야구팀과 동네 야구에서 대결하는 스토리. 전134화. 단행본은 전23권. 최종화의 마지막 페이지에는 "제1부 완"(일본어: 第一部 完)이라고 적혀 있으며 본작이 제1부, 속편인 『신 도라베이스』는 제2부라는 취급이 있다.

## 에도가와 도라즈(江戸川ドラーズ)

#### 쿠로에몽(クロえもん)
등번호 : 5 - 수비 위치 : 3루수 - 투·타 : 우투·우타 - 비밀도구 : 도브라 가루
주인공. 22세기의 동네 야구 팀 《에도가와 도라베이스》의 열혈 대장. 근성 넘치는 플레이와 야구를 생각하는 정열로 팀의 모두를 이끌고 있다. 도라에몽과도 친한 사이다. 친구 히로시의 조력 로봇으로서, 《도라네코 택배우편》에서 아르바이트를 하면서 연습에 힘쓰고 있다. 숙명의 라이벌 시로에몽과의 재전을 마음에 맹세하고, 강적과의 시합을 통해서 멤버들과 함께 날마다 성장중이다. 《만월대근타》는 시로에몽의 W(화이트) 볼을 찢은 일이 있다. '몬가즈' 팀을 이기기 위해 도라에몽을 초대하지만, 노비타를 도와주는 일 때문에 협력 불가라고 한다. 이름인 '쿠로(クロ)'는 검은색이라는 뜻이다.

#### 히로시(ひろし)
등번호 : 1 - 수비 위치 : 투수 - 투수·타자 : 우투수·우타자 - 비밀도구 : 맹수 장갑
쿠로에몽의 친구. 아버지는 어렸을 적에 돌아가셔서 같이 야구를 하며 노는 소년. 가업인 《도라네코 택배우편》의 심부름으로 단련된 어깨는 강속구를 낳지만, 문제를 낳아, 포볼/데드볼의 왕. 이상하게 안경을 벗으면 제구력이 좋아져, 대활약하는 도라베이스의 에이스.

#### 파쿠에몽
등번호 :2 - 수비 위치 : 캐쳐 - 투수·타자 : 우투수·우타자 - 비밀도구 : 투시 안경
거의 체격으로 결정된 도라베이스의 캐쳐. 보통은 유치원에서 근무하고 있고, 아이에게 대인기인 먹보다. 주머니에는 음식이 많이 들어가 있고, 언제나 무엇인가를 먹고 있다. 거체에 어울리지 않게 기억력이 대단하고, 먹은 것 모두를 기억하고 있다. 경이로운 기억력으로, 리드도 잘한다. 이름인 '파쿠(パク)는 먹을 때를 흉내내는 말이라고 한다.

#### 효로에몽
수다를 좋아하는 선어점 점원. 일이나 기백에서는 누구에게도 지지 않는다. 장신을 살려 어떤 공도 반드시 잡는 명일루수.
무인도 특훈으로 점프력도 높아졌다.

#### 스즈에몽
유니폼이 더러워지지 않도록 항상 조심하며 팀에서 가장 멋을 많이 부린다. 부호의 집에서 살고 있다. 멋지고 프라이드가 높을 뿐 아니라, 플레이도 초보. 주.공.수, 모두에 대해서 의지가 되는, 팀1의 명선수. 승리를 위해서라면 다이빙캐치도 싫어하지 않는 남자다운 면도 있다.

#### 아에몬도
미국의 플로리다 출신으로, 프로 구단으로 잘못 알아 도라베이스에 입단한 것 같다. 플로리다의 친구에게 주어진 특제 버트로 예고 홈런을 날리는 믿음직한 동료다. 그렇지만 변화구는 골칫거리. 평상시는 쿨하지만, 가슴의 뜨거움은 남의 두 배다. 번개가에 식객 하고 있을것. 특기는 볼도 불타는 강력 스윙 《불타는 타격》, 불타는 송구 《불길의 송구》, 새 필살 타법 《폭염의 타격》 등.

#### 도라에몽
팀1의 타카아시를 자랑하는, 도라베이스 제1의 타자. 실수도 많다. 낚시가 취미로,보통은 에도가와의 갂싯배가게에서 일하고 있는 친절한 도라베이스의 일원이다. 도라베이스계의 도라리뇨?

#### 구리에몽
학원의 강사를 맡고 있는 도라베이스의 두뇌파 멤버. 뛰어난 야구 이론과 그 추리력으로 적의 싸인이나 버릇을 간파해 팀을 돕지만,자신의 플레이에는 별로 결합되지 않는 듯하다. 나라의 최고 기관,생물학 여구소의 난관 시험에 합격해 꿈을 위해 도라베이스를 떠난다. 언젠가 돌아오는 그날까지 9번은 영구 결번이다.

#### 치비에몽
구리에몽이 떠난 후 도라베이스에 참가한 새 멤버. 야구의 룰은 전혀 알지 못하고,멤버를 안달복달 시키지만, 도라에몽이 견뎌내어 타카아시와 생각치 못한 수비에 재능을 보이고, 만일의 경우에 주위가 깜짝 놀라게 하는 플레이를 선보인다. 앞으로의 기대주다. 보통은 에도가와의 가까이 집에서 할아버지와 함께 살고 있다.

## 같이 보기
- 도라에몽
- 도라에몽즈
- 도라에몽 관련 매체 목록